# Hermann Werder
Hermann Heinrich Gustav Werder (* 4. Mai 1901 in St. Gallen; † 1984 in Muri bei Bern) war ein Schweizer Chirurg. Gemeinsam mit Heinrich Heusser führte er 1927 die erste kontinuierliche Peritonealdialyse am Menschen durch. Sein Patient Curt Goetz widmete ihm 1958 eine Sammlung kurzer Theaterstücke.

## Leben
Hermann Werder wurde 1901 in St. Gallen als Sohn des Professors für Handelswissenschaften und spanische, portugiesische und holländische Sprache Gustav Werder (1865–1937) geboren. Seine ältere Schwester war die Künstlerin Magda Werder (1900–1984). Er studierte an der Universität Basel Medizin und machte mit einer Forschungsarbeit Zur Kenntnis der Schwefelwirkung auf das Froschherz (1922) auf sich aufmerksam.
Nach dem Erhalt seiner Approbation 1925 erfuhr er bis 1926 eine weitere Ausbildung bei Karl Spiro auf dem Gebiet der physiologischen Chemie und von 1926 bis 1927 an der Chirurgischen Universitätsklinik Basel bei Gerhard Hotz und Carl Henschen. 1927 wurde Werder an der Universität Basel zum Thema Zur Bestimmung der Harnkolloide zum Doktor der Medizin promoviert. Neben seinen nachfolgenden Tätigkeiten in Kliniken in Basel, Grabs und St. Gallen wirkte er auch fünf Jahre in einer Allgemeinpraxis in Speicher (Kanton Appenzell Ausserrhoden). Ab 1936 war er einunddreissig Jahre als Spezialarzt für Chirurgie und als leitender Chefarzt am Spital Grabs tätig.
Werder war Mitglied der Verbindung der Schweizer Ärztinnen und Ärzte. Zu seinen Fachgebieten gehörten neben der Haupttätigkeit in der Chirurgie auch die Urologie, die Gynäkologie und die Geburtshilfe. 
Medizingeschichtliche Bedeutung erlangte er bereits im Jahr 1927 als Assistenzarzt in Basel gemeinsam mit Heinrich Heusser, als sie im Zusammenhang mit der Versorgung von Schwerbrandverletzten auf Georg Ganters Artikel Ueber die Beseitigung giftiger Stoffe aus dem Blute durch Dialyse (1923) aufmerksam wurden und Patienten mit akutem Nierenversagen als Erste mit einer kontinuierlichen Peritonealdialyse unter Verwendung von zwei Kathetern und einem Dialysat aus einer auf 42 Grad Celsius erwärmten Ringer-Lösung mit zwei- bis fünfprozentigem Glukoselösungszusatz behandelten und eine Senkung des Harnstoffspiegels im Blut nachweisen konnten. Dieser biochemische Erfolg gilt als einer der Grundsteine für die heute weit verbreitete therapeutisch induzierte Peritonealdialyse am Menschen. In ihrem auf vertiefenden Experimenten an Hunden basierenden Fachartikel Untersuchungen über Peritonealdialyse (1927), in dem sie das Problem einer zu geringen Flussrate erkannten („Heusser und Werder fanden bei der gleichen Versuchsanordnung, daß die Leistung des Peritoneums als Ausscheidungsfläche für kristalloidgelöste Stoffe es bei ausgiebiger Spülung mit der Leistung der Niere aufnehmen und sie unter Umständen übertreffen kann.“), postulierten sie schliesslich vier Indikationen für das Verfahren am Menschen.
Während des Zweiten Weltkriegs war der Mediziner auf Einladung von Josef Hoop massgeblich an der Errichtung von Sanitätsstationen zur Unfallbehandlung nach Bombenangriffen im Fürstentum Liechtenstein beteiligt. Als Oberst der Sanität publizierte er auch in der Allgemeinen Schweizerischen Militärzeitschrift.
Ab Mai 1965 erschien ein vierteiliger Gastbeitrag Werders zur Geschichte des Roten Kreuzes (Die Zeit muss für eine Idee reif sein) im Liechtensteiner Volksblatt. Im gleichen Jahr leitete er in Buchs einen Lehrgang zur Ausbildung von zwölf neuen Hilfslehrern des Samariterbundes, darunter zwei Liechtensteiner. Die Samariter-Hilfslehrer leiteten in der Schweiz und in Liechtenstein die Kurse und Übungen der Sanitäter des Zivilschutzes und wurden 1966 durch halbprofessionelle Samariterlehrer ersetzt. 1967 setzte sich Werder aus Altersgründen zur Ruhe. 
Wegen der Mitversorgung auch liechtensteinischer Patienten in Grabs (Liechtenstein hatte zur Wirkungszeit Werders kein eigenes Spital) richtete die Regierung des Fürstentums zu seinem Ruhestand eine zusätzliche Feier in Liechtenstein aus. Regierungsrat Andreas Vogt betonte: «Tag und Nacht sich selbst nicht schonend, war er auch für die liechtensteinischen Patienten zur Hilfe bereit, und mehr als das: Wie viele Familien aus unserem Lande kannte er, war ihnen Berater in Zeiten der Not, gab ihnen Hoffnung und Zuspruch. So darf ich ihm nicht nur danken für unsere Regierung, sondern für ungezählte Liechtensteiner einen aufrichtigen und wohlverdienten Dank aussprechen.» Der Schweizer Politiker Gottfried Hoby bezeichnete Werder als «grossen Humanisten».
Bis in die 1980er Jahre hinein gehörte Werder zum Ärztekollegium der Rotkreuzstiftung für Krankenpflege Lindenhof Bern. Seine letzten Lebensjahre verbrachte er in Muri bei Bern, wo er 1984 verstarb. 

## Widmung zu den «Miniaturen» von Curt Goetz

Widmung zweier Einakter auf Schallplattenhülle (o. J.)

Der Schriftsteller Curt Goetz widmete Werder 1958 drei Einakter für das Theater (Die Rache, Der Herbst und Die Kommode). Goetz betonte in seiner «Zueignung» der zunächst unter dem Titel Alte Möbel uraufgeführten und später als Miniaturen auch in Buchform veröffentlichten Stücke, dass sie ohne Werders «chirurgische Kunst (…) nicht mehr entstanden wären», und setzte hinzu: «Möge die Literatur ihm (Werder) verzeihen.» Herbert Ihering folgend seien allein «diese zwei Sätze (…) der ganze Curt Goetz. Seine Ironie und seine Melancholie.» Die Stücke wurden – oft mit explizitem Verweis auf Werder – über die Landesgrenzen hinweg aufgeführt, erschienen bearbeitet auf diversen Tonträgern, wurden in Deutschland, Österreich und der Schweiz für das Radio eingerichtet sowie für das deutsche und österreichische Fernsehen verfilmt.

## Fachpublikationen (Auswahl)

### Zeitschriftenbeiträge
- Zur Kenntnis der Schwefelwirkung. (Physol.-chem. Anstalt, Universität Basel.) In: Archiv für experimentelle Pathologie und Pharmakologie. Band 95, 1922, Heft 3/4, S. 238 ff.
- mit Heinrich Heusser: Untersuchungen über Peritonealdialyse. In: Bruns’sche Beiträge zur klinischen Chirurgie. Band 14, 1927, S. 28–32.
- Behandlung der Bauchaktinomykose. In: Schweizerische Medizinische Wochenschrift. 1937, S. 660 f.
- Zum schweizerischen Bevölkerungsproblem. In: Helvetica medica acta. 8, 1941.
- Postraumatische Osteolyse des Schlüsselbeinendes. In: Schweizerische Medizinische Wochenschrift. 80, 1950, S. 912 f.

### Einzelpublikationen
- Zur Bestimmung der Harnkolloide. Inaugural-Dissertation. J. Kündig, Zug 1927.
- Zivilschutz, Symptom und Aufgabe unserer Zeit. Liechtensteinisches Rotes Kreuz, Vaduz 1969.